# Propoziție completivă de agent
În sintaxa frazei din gramaticile tradiționale ale limbii române, propoziția completivă de agent este o subordonată care îndeplinește funcția de complement de agent al unui verb la diateza pasivă, modul participiu sau supin cu valoare pasivă, ori al unui adjectiv cu sens pasiv din propoziția regentă.
Această subordonată este introdusă numai de pronume relative sau nehotărâte precedate de prepoziția de sau de către:
Scrisoarea a fost citită de cine cunoștea mai bine germana;
Băiatul a fost impresionat de ceea ce a văzut;
A fost lăudat de oricine l-a văzut.
Modul predicatului acestei propoziții este totdeauna indicativul, prezumtivul sau condițional-optativul, primul fiind cel mai frecvent.
Locul obișnuit al propoziției completive de agent este după regentă, dar pentru reliefare poate fi antepusă acesteia, fără pauză între propoziții, prin urmare fără virgulă în scris: De oricine l-a văzut a fost lăudat.